# 유임조
유임조(劉臨朝, ? ~ 기원전 61년)는 전한 후기의 제후로, 노안왕의 아들이다.

## 생애
시원 5년(기원전 82년), 난기후(蘭旗侯)에 봉해졌다.
난기경후 22년(기원전 61년)에 죽으니 시호를 경(頃)이라 하였고, 작위는 아들 유거질이 이었다.

## 출전
- 반고, 《한서》 권15하 왕자후표 下

| 선대 (첫 봉건) | 전한의 난기후 기원전 82년 6월 신축일 ~ 기원전 61년 | 후대 아들 난기절후 유거질 |